# Lya Bastian Meyer

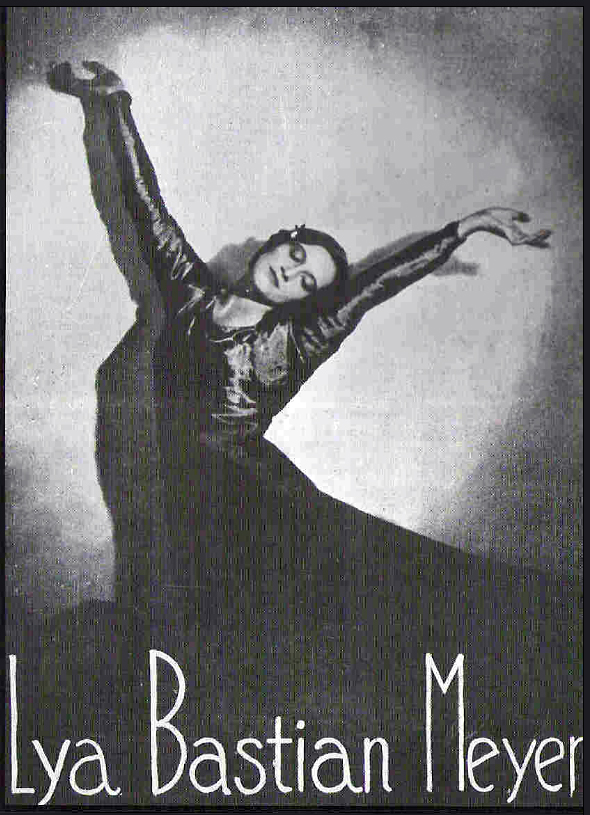
Cartaz de uma apresentação de Lya Bastian Meyer.

Eliane Clotilde Bastian Meyer (Porto Alegre, 23 de janeiro de 1911 — Porto Alegre, 2005), mais conhecida como Lya Bastian Meyer (às vezes grafada Lia) foi uma professora, bailarina e coreógrafa brasileira, pioneira da dança clássica no estado do Rio Grande do Sul.
Filha única de Clotilde Bastian e do abastado comerciante Oscar Meyer, ambos pertencentes a famílias de origem germânica, recebeu educação aprimorada e desde cedo se interessou pela dança, sendo aluna de Eugenia (Nenê) Dreher Bercht e Philomena (Mina) Black Eckert, fundadoras do Instituto de Cultura Física do Rio Grande do Sul, uma escola que ministrava aulas de coreografia, ginástica rítmica e acrobática e dança. Logo seu talento foi reconhecido, sendo recomendado aos pais que enviassem a menina para estudar na Europa, viajando em 1928 e tornando-se aluna de Eugénie Eduardowa, Rita Pokst e Tatiana Gsowski em Berlim, que seguiam o método russo.
Retornando ao Brasil em 1931, assumiu a direção das classes de dança do Instituto e realizou diversos espetáculos bem sucedidos. Nesta época Angelo Guido a descreveu como capaz de veicular intensa expressão estética, "puro sabor clássico, com leves passos de ponta, as piruetas e arabescos da técnica apurada da Escola Imperial Russa de ballet". A entidade se dissolveu pouco depois, levando Lya a fundar uma escola própria em 1934, a Escola de Bailados Clássicos. Nesta década fez outras viagens à Europa para estudos avançados com Mary Wigman, uma grande precursora da dança modernista, mas embora tenha aproveitado a técnica, a estética modernista não deixou grandes impressões em seu trabalho, talvez porque, como supõe Maria Cristina Fragoso, "a dança clássica lhe parecesse mais apropriada à realidade cultural de Porto Alegre". Realizou muitos espetáculos independentes e coadjuvando as temporadas de ópera no Theatro São Pedro, sendo muitas vezes autora das coreografias, e excursionou pelo interior do estado, sempre muito aclamada. Seu sucesso levou à encampação da escola como a companhia de dança estatal em 1945, sob o nome de Escola Oficial de Dança do Theatro São Pedro. A escola funcionou até 1959, quando Lya passou a se dedicar exclusivamente ao ensino na Escola Superior de Educação Física da UFRGS, onde já lecionava desde 1940, e onde introduziu as classes de ginástica rítmica e artística.  Aposentou-se em 1970.
Embora o Instituto de Cultura Física a tenha precedido e absorvesse influências da dança de Isadora Duncan e do método de expressão corporal de Émile Jaques-Dalcroze, era uma escola para amadores e seus objetivos eram voltados principalmente para a saúde e a beleza do corpo e a educação física de um modo geral, dentro da filosofia da "mente sã em corpo são", onde a dança era apenas o corolário estetizado da ginástica. Por isso Lya Bastian Meyer é reconhecida como a grande pioneira da dança clássica no estado, sendo ainda uma das primeiras professoras de balé clássico do Brasil. A sua escola formou gerações de alunos e alunas, consolidando a dança como uma atividade profissional, superando os preconceitos que ainda envolviam a atividade no tempo do Instituto de Cultura Física, quando a dança era encarada como indecente por expor o corpo dos bailarinos e a profissionalização era tida como imprópria para membros da elite, além de abrir o campo para a prática masculina. Entre suas alunas se destacam principalmente Salma Chemale e Tony Seitz Petzhold, fundadoras de afamadas escolas e também consideradas integrantes da primeira geração da dança do Rio Grande do Sul. Foi a responsável pela primeira audição no estado de balés famosos como Coppelia, El amor brujo, La Boutique fantasque, O quebra-nozes, Petrushka e O lago dos cisnes, entre outros. Escreveu a obra didática Ginástica Rítmica (1944), recebeu a Comenda do Conselho Brasileiro de Dança, e uma placa de bronze instalada no Theatro São Pedro a comemora como "vigorosa expressão da arte do som e do ritmo". Segundo a pesquisadora Janete da Rocha Machado, 
"Lya brindava as plateias dos teatros com um fino encantamento artístico e um aprimoramento estético que não perdia para os melhores grupos de dança dos Estados Unidos e da Europa. [...] Durante muitos anos, todos os movimentos de dança tiveram sua direta participação. Idealismo, coragem e talento, fizeram de Lya, com certeza, a número um nesta arte — a primeira-dama do balé que encantou os porto-alegrenses. [...] Pioneirismo, seriedade e talento fizeram dessa gaúcha um ícone na arte de dançar. [...] Elogiados pelo público e pela crítica da época, os espetáculos de dança tornaram-se inesquecíveis. Devido ao pioneirismo de Lya Bastian Meyer, a dança clássica se propagou pelo Estado, criando raízes, as quais serviram para divulgar o nome da bailarina e de sua escola".
Foi casada com Henrique Schmitz, deixando descendência.